# Hinkansaari (ö i Södra Savolax, S:t Michel, lat 61,38, long 27,62)
Hinkansaari är en ö i Finland. Den ligger i sjön Saimen och i kommunen Sankt Michel i den ekonomiska regionen  S:t Michel och landskapet Södra Savolax, i den södra delen av landet, 200 km nordost om huvudstaden Helsingfors. Öns area är 5,2 hektar och dess största längd är 330 meter i sydöst-nordvästlig riktning.